# نبرد سیاهان
نبرد سیاهان (انگلیسی: Battle of the Blacks) یا نبرد غلامان درگیری در قاهره در ۲۱ تا ۲۳ اوت ۱۱۶۹ میان نیروهای سیاه‌پوست خلافت فاطمی و سایر نیرهای فاطمی با نیروهای شامی وفادار به وزیر سنی، صلاح‌الدین ایوبی، بود که با پیروزی نیروهای صلاح‌الدین و سرکوب شورش سیاه‌پوستان که به قصد برانداختن وزارت صلاح الدین در مصر آغاز گشته بود، همراه شد.